# Ljubljenica (Berkovići)
Pour les articles homonymes, voir Ljubljenica.
Ljubljenica (en serbe cyrillique : Љубљеница) est un village de Bosnie-Herzégovine. Il est situé dans la municipalité de Berkovići et dans la république serbe de Bosnie. Selon les premiers résultats du recensement bosnien de 2013, il compte 28 habitants.
Après la guerre de Bosnie-Herzégovine et à la suite des accords de Dayton (1995), le village de Ljubljenica, qui faisait entièrement partie de la municipalité de Stolac, a été partiellement rattaché à la municipalité de Berkovići, nouvellement créée et intégrée à la république serbe de Bosnie.

## Démographie

### Évolution historique de la population dans la localité
| 1961 | 1971 | 1981 | 1991 | 2013 |
| ---- | ---- | ---- | ---- | ---- |
| 323  | 347  | 244  | 132  | 28   |

|  |